# Івченко Олег Миколайович
Оле́г Микола́йович І́вченко (7 серпня 1955, Львів – 24 квітня 2015, Київ) — український економіст і громадський діяч. Голова громадської організації «Конгрес приватних роботодавців», заслужений економіст України (2004).
Мав 2 вищі освіти. Фах — економіст-правознавець.

## Публікації
- Перевірки органами контролю суб'єктів підприємництва. Досвід захисту: монографія / О. М. Івченко. — К.: Юстініан, 2003. — 178 с. — ISBN 966-8257-02-2.

## Відзнаки
- орден «Знак Пошани», ордени ІІІ, ІІ, та І ступенів «За визначні досягнення», орден «За заслуги» ІІІ ступеня.
- Заслужений економіст України,